# Pohang Airport
Pohang Airport är en flygplats i Sydkorea. Den ligger i den östra delen av landet, 280 km sydost om huvudstaden Seoul. Pohang Airport ligger 21 meter över havet.
Terrängen runt Pohang Airport är platt åt nordost, men åt sydväst är den kuperad. Havet är nära Pohang Airport åt nordost. Runt Pohang Airport är det tätbefolkat, med 459 invånare per kvadratkilometer. Närmaste större samhälle är Pohang, 7,0 km nordväst om Pohang Airport. Runt Pohang Airport är det i huvudsak tätbebyggt.